# آندره ماریک

آندره ماریک

آندره ماریک (به فرانسوی: André Maricq) (زادهٔ ۲۹ نوامبر ۱۹۲۵- مرگ ۲۲ ژوئن ۱۹۶۰)متخصص سرشناس در زمینهٔ خوانش کتیبه و باستان‌شناس بلژیکی-فرانسوی بود.

## زندگی
او در دانشگاه آزاد بروکسل در رشتهٔ فلسفه و علوم انسانی ثبت نام کرد. در جریان جنگ جهانی دوم در فعالیت‌های آزادسازی بلژیک همراهی‌جُست. سپس با توجه به نمراتش در انستیتوی زبان‌های شرقی و اسلاوی ثبت نام کرد. نخستین با هدایت آنری گرگوار به مطالعات در زمینهٔ بیزانس پرداخت؛ سپس به آموختن فارسی و یونانی پرداخت و از اینجا به مطالعات ایران‌شناسی دلبسته‌شد. در ۱۹۴۷ به دریافت مدرک لیسانس نائل آمد. سپس به کار روی کتیبهٔ سه‌زبانه شاپور یکم در کعبه زرتشت (ŠKZ) پرداخت. در ۱۹۵۲ زمانی که وی در پاریس اقامت‌داشت، کار بر روی کتیبهٔ شاپور را تکمیل نمود. در پاریس بود که ژان دو مناش وی را برای خواندن نوشته‌های ساسانی مهرها تشویق نمود. بدین ترتیب ماریک مبدل به یکی از پیشگامان در مهرنگاری گردید. او به لبنان، سوریه و مناطق کردنشین ترکیه سفرنمود و توانست در بیره‌جک مهم‌ترین نوشتهٔ سریانی را بیابد. آنگاه او به عراق و ایران رفت. در عراق او سایت انبار را کشف‌نمود و در آن شهر تاریخی پیروزشاپور را شناسایی‌نمود.
میان سال‌های ۱۹۵۴ تا ۱۹۵۷ میلادی او عضو نمایندگی باستان‌شناسی فرانسه در افغانستان(DAFA) در کابل بود و در این زمان در اکتشافات بلخ و سرخ‌کتل مشارکت‌داشت. در سفرهایش به هندوستان و ارتفاعات افغانستان، او مناره جام -مربوط به دورهٔ غوریان- را کشف‌نمود. او این منطقه را مطابق با فیروزکوه -پایتخت غوریان شناسایی‌نمود- و از همانندی‌های میان منارهٔ جام و قطب منار دهلی سخن به میان آورد. کشف دیگر او دیوارنگارهٔ ساسانی دختر نوشروان بود. او نخستین کسی بود که سنگ‌نگارهٔ کانیشکا را رمزگشایی‌نمود؛ او دریافت که زبان این نوشته زبان باختری است.
آندره ماریک در ۱۹۵۸ شهروندی فرانسه را دریافت‌نمود و به عضویت مرکز ملی پژوهش‌های علمی (CNRS) درآمد. در پایان سال ۱۹۵۹ علائم ناشی از بیماری کلیوی وی را آزارمی‌داد، ولی با این وجود کوشید پژوهشش بر روی موضوع دریانوردی در دریای اریتره را به انجام‌رساند، گرچه عمرش کفاف نداد.
آندره ماریک تحقیقاتی نیز در زمینهٔ اشکانیان داشت. نخستین مقاله‌ای که از او در زمینهٔ پژوهش‌های ایران‌شناسی‌اش منتشر شد دربارهٔ پاسخ بدین پرسش بود که مانی در چه زمانی دعوتش را آشکار کرد؟ او در این اثر انتقادی به غلوآمیز بودن نقش شاپور در گسترش مانوی‌گری پرداخته‌است.

## منبع
- Gignoux, Philippe (2005). "MARICQ, André". Encyclopædia Iranica (به انگلیسی). Retrieved 16 February 2025.